# Tyler (Washington)
Tyler az Amerikai Egyesült Államok északnyugati részén, Washington állam Spokane megyéjében elhelyezkedő önkormányzat nélküli település.
Tyler postahivatala 1882 és 1974 között működött. A település nevét a vasúttársaságtól kapta.

## Történet
Tyler vasútállomása 1881 májusában nyílt meg a Northern Pacific Railway vonalán. Az első boltot decemberben nyitották meg, ekkortól a települést Stevensnek hívták; az új helység postája 1882. június 7-én kezdte meg működését.
1892-ben Stevens neve Tylerre változott. A posta 1974-ben bezárt.

## Fordítás
Ez a szócikk részben vagy egészben  a   Tyler, Washington című angol Wikipédia-szócikk ezen változatának fordításán alapul.  Az eredeti cikk szerkesztőit annak laptörténete sorolja fel. Ez a jelzés csupán a megfogalmazás eredetét és a szerzői jogokat jelzi, nem szolgál a cikkben szereplő információk forrásmegjelöléseként.